# Млогошин
Млогошин (пол. Młogoszyn) — село в Польщі, у гміні Кшижанув Кутновського повіту Лодзинського воєводства.
Населення — 89 осіб (2011).
У 1975-1998 роках село належало до Плоцького воєводства.

## Демографія
Демографічна структура станом на 31 березня 2011 року:
|          | Загалом | Допрацездатний вік | Працездатний вік | Постпрацездатний вік |
| -------- | ------- | ------------------ | ---------------- | -------------------- |
| Чоловіки | 45      | 4                  | 34               | 7                    |
| Жінки    | 44      | 5                  | 26               | 13                   |
| Разом    | 89      | 9                  | 60               | 20                   |